# III. Pál pápa
III. Pál, eredeti nevén: Alessandro Farnese (Canino, 1468. február 29. – Róma, 1549. november 10.) a 220. római pápa 1534-től haláláig. Az egész Itáliában jelentős vagyonnal és hatalommal rendelkező Farnese-család sarja az egyháztörténet különös korszakában élt. VI. Sándor, a Borgia pápa szeretőjének bátyjaként került a bíborosi kollégiumba, ám későbbi előretörését nem kapcsolatainak, hanem kiemelkedő egyéniségének és tehetségének köszönhette. Sokak szerint Pál pontifikátusa határvonalat képez a reneszánsz egyházfők és az igazi reformpápák között.
III. Pál hihetetlen energiával látott neki pontifikátusának, mivel a katolikus egyházat újra vezető hatalommá és hiteles egyházzá akarta tenni. Már megválasztásától kezdve törekedett egy egyetemes zsinat összehívására, de ennek megvalósítását V. Károly német-római császár és I. Ferenc francia király rivalizálása sokáig hátráltatta. Végül Nizzában sikerült kibékítenie a feleket, majd összehívta az első nagy reformgyűlést, a tridenti zsinatot. Nevéhez kötődik a protestáns hitelvek megvitatása, a pápai állam belügyeinek alapos átalakítása és a kifosztott Róma újjáépítése is.

## Egy reneszánsz főúr fiatalsága
Alessandro 1468. február 29-én látta meg a napvilágot a Róma közelében fekvő Canino városkában. Apja Pier Luigi Farnese volt, míg anyját Giovannella Caetaninak hívták. Mindkét család Lazio leghatalmasabb nemesi famíliái közé tartozott. A Farneséket is igazi római nemeseknek tekintették, noha a család gyökerei Viterbóba, Orvietóba és a Bolsenai-tó vidékére ágaztak. A gazdag nemesi család igyekezett gyermekének a kor legkiválóbb oktatását és neveltetését biztosítani, de Alessandro kemény diónak bizonyult.
Az ifjú Farnese Rómában kezdett tanulni, itt töltötte el gyermekkorát. A bajok leginkább akkor kezdődtek, amikor akaratos és életteli ifjúvá cseperedett. Noha szülei egyházi pályára szánták, tisztában voltak fiuk kirobbanó természetével. 1482-ben mégis sikerült apostoli írnokként állást szerezniük a pápai kúriánál. Alessandro a római éveket féktelen fiatalságának kiélésére használta fel. Nem leplezte rajongását a bor és a női bájak iránt, amely egyre jobban felbőszítette anyját. Amikor megszületett negyedik törvénytelen gyermeke is, Giovannellánál betelt a pohár. A temperamentumos anya egyszerűen elapasztotta fia jövedelmeit, és kijelentette, hogy amíg nem változtat az életvitelén, egy scudót sem lát a család gazdagságából.
Hogy ezek után pontosan mi történt azt homály borítja, de az tény, hogy a történet végére Alessandro az Angyalvár börtönébe került. Feltehetőleg a pénz nélkül maradt ifjú feldühödve hazament, és anyját a Bolsenai-tó egyik szigetén, Bisentinán fogolyként tartotta. Az anyának valahogy mégis sikerült üzenetet küldenie a pápának a történtekről, aki azonnal elfogatta, és tömlöcbe vettette az Alessandrót. A családi perpatvar nem ült el, és az ifjú Farnese bizony hosszas időt töltött a rideg falak között, amikor egyik nagybátyja megszánta, és lefizette az egyik őrt, így a makacs ifjú megszökhetett. A pápa nem volt túl boldog a szökés hallatán, de végül csak azt kötötte ki, hogy meghatározott ideig Alessandro nem térhet vissza Rómába.
Az ifjú nem roppant össze a hír hallatára, és úgy tűnt, hogy a hosszas börtönévek megtették hatásukat, és komolyabb emberként hagyta el az örök várost. Egyenesen Firenzébe ment, ahol Lorenzo de’ Medici kiváló reneszánsz udvarában kezdett el tanulni. A kor legkiválóbb mesterei oktatták, úgymint Marsilio Ficino vagy Pico della Mirandola. Az elsőrangú neveltetés mellett itt megismerkedhetett a korabeli Itália nemes családjainak sarjaival, akik később hercegek, pápák, művészek vagy királyok lettek. A firenzei udvarban hamar elismerték Alessandro kivételes tehetségét, kiváltképp a latin és olasz nyelv művészi formálásában tűnt ki.
1489-ben il Magnifico ajánlólevelével visszatérhetett Rómába. A firenzei fejedelem ajánlása kitűnő érdemeket sorolt fel, és a pápai udvarnál kapott hivatal alatt erről a pápát is hamar meggyőzte. 1491-ben a kancellária apostoli protonotáriusa lett. Ez a magas pozíció jelentette számára további karrierjének nyitját. Ekkor ismerkedett meg Rodrigo Borgiával, a későbbi VI. Sándor pápával, akivel szoros barátságot kötött, ráadásul Giulia nevű nővére felhívta magára a bíboros figyelmét. A főpap iránta érzett szerelme pedig megnyitotta Alessandro előtt az egyház minden kapuját.

## A bíborkalap negyven éve
1492-ben a konklávé VI. Sándort ültette a pápai trónusra, ami egyet jelentett Alessandro egyházi pályájának meredek felívelésével is. Már a következő évben, 1493. szeptember 20-án Sándor diakónusi rangon a Szent Kozma és Damján-templom bíborosává szentelte fel. Ettől kezdve több mint negyven éven keresztül foglalhatott helyet a bíborosi kollégiumban. A pápa viharos külpolitikája és a Borgiákra építő birodalmi politikája többször is felborzolta a kedélyeket Rómában. Amikor VIII. Károly francia király Róma felé vezette seregeit, Sándor kinevezte Alessandrót Viterbo legátusává, abban reménykedve, hogy a Farnesék által uralt város így meg tudja állítani a francia seregeket.

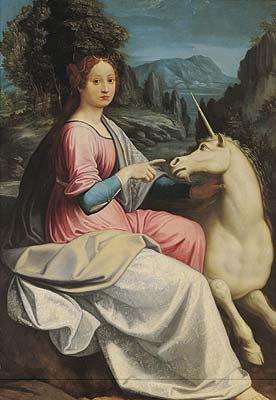
Giulia Farnese feltételezett portréja

De Alessandro elbukott és nővérével, a pápa által szeretett Giuliával együtt francia fogságba esett. Sándor tárgyalásai nyomán mindketten épségben kiszabadultak, de a pápa sosem bocsátotta meg Alessandrónak, hogy elvesztette Viterbo városát, és hogy veszélybe sodorta szerelmét. A pápa és a bíboros kapcsolatát csak súlyosbította az Orsinik által váratlanul kirobbantott felkelés, akik busás fizetség fejében elárulták a pápát, és beengedték Rómába a francia seregeket. Az Orsinik mellé állt a Farnese-család nagy része is, ezért Sándor szemében Alessandro végleg elveszítette minden hitelét.
A harcok elültével a pápa kegyetlen bosszút állt az Orsini családon, és ugyan a Farneséktől elvette Viterbo városát, mégis nagyjából érintetlenül hagyta a család jövedelmeit. Az egyértelmű volt, hogy Alessandrónak bölcsebb volt visszavonulnia Rómából Viterbóba. Legközelebb 1499-ben járt újra az örök városban, amikor a pápa Alessandro anyjának családját, a Caetanikat forgatta ki a vagyonukból. Ugyan Sándor uralma 1503-ig húzódott, a Farneséknek sikerült megúszniuk ezt a korszakot is. Alessandro kitartását pedig a pápai kúria 1502-ben azzal jutalmazta, hogy kinevezte Marche anconai pápai legátusává. Ugyanebben az évben Alessandro nyilvánosan is elismerte azt a nőt, akitől négy gyermeke született. Pier Luigit és Paolót hivatalosan is nevére vette, de Costanza és Ranuccio nevű gyermekeit sohasem ismerte el.

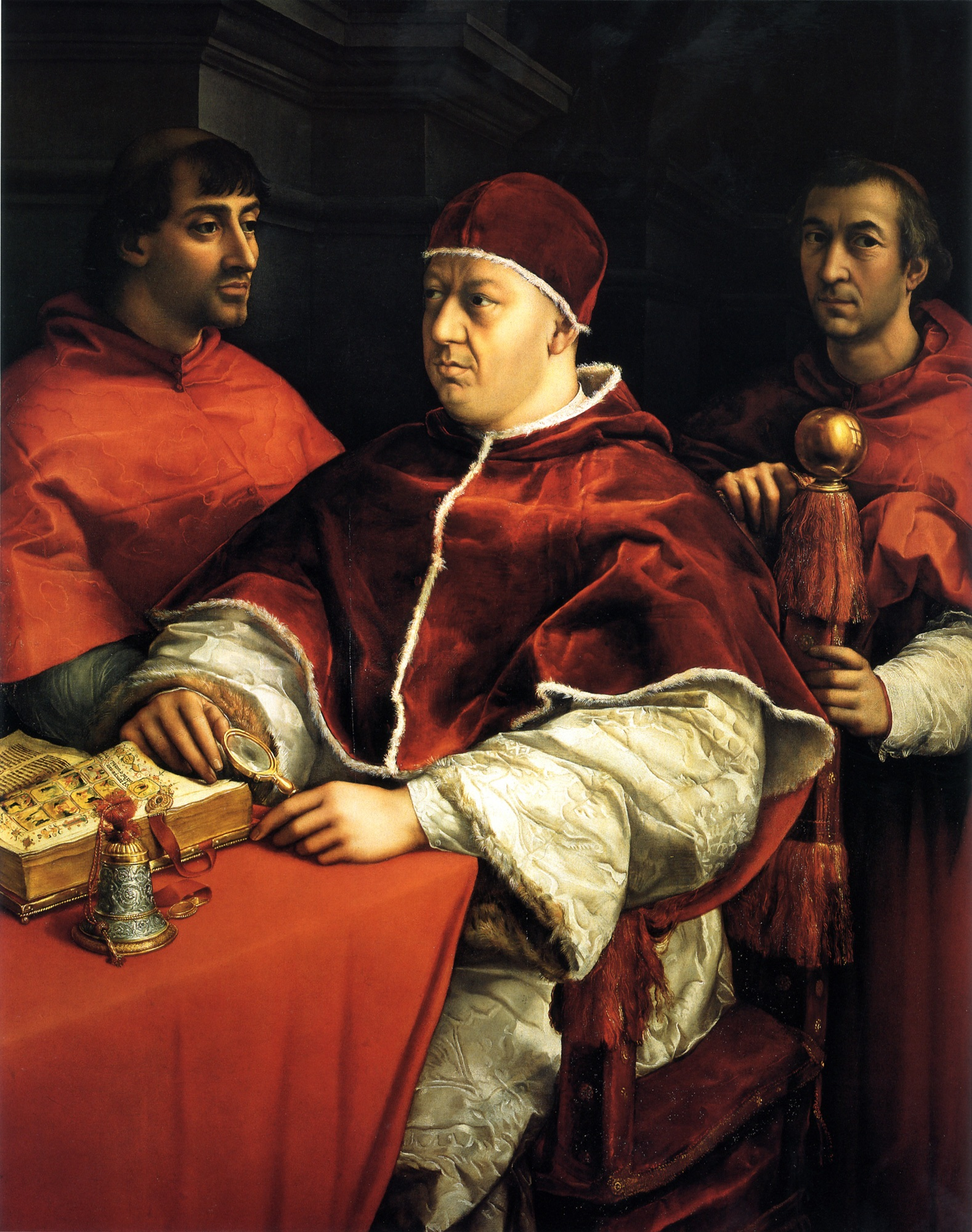
X. Leó pápa portréja

1503-ban meghalt VI. Sándor, és Alessandro részt vett a konklávén, amelyen III. Piuszt választották meg. Piusz rövidesen bekövetkezett halála miatt hamarosan újra Rómába utazott, ahol részt vett II. Gyula megválasztásában. A Della Rovere-család az Orsinik és a Colonnák pártján állt, és hamarosan kiderült, hogy a Farnese-család kapcsolatait is szívesen fogadják. Ezt meg is pecsételték a pápa gyermekének, Nicola della Roverének és Giulia leányának, Laura Orsininek a házasságával. Ezzel az eseménnyel Alessandro az új pápa kegyeibe férkőzött, amely egyre nagyobb mértékben volt érezhető az egész Farnese-család számára. 1509-ben Alessandro visszatérhetett Anconából Rómába, ahol Gyula a Sant'Eustachio-bazilika bíborosává nevezte ki, amely az örök város egyik leggazdagabb plébániája volt. Az új bíborosi rang mellé Alessandro Parma püspöki címét is megkapta. 1510-ben meghalt Alessandro másodszülött fia, Paolo, ami mély gyászba borította a bíborost.
1513-ban újra konklávéra gyűltek össze a bíborosok, ahol az egyre rutinosabb Alessandro nagy befolyással érvelt Pietro Giovanni Medici mellett, akinek a fejére maga Alessandro helyezte a tiarát, és aki a X. Leó uralkodói nevet választotta. Firenzei tanulmányai óta szoros szálak kötötték a Medici-családhoz, ezért Leó idején is az egyik legközvetlenebb pápai tanácsadó volt. 1513. március 15-én Alessandrót pappá szentelték, majd két nap múlva püspökké. Ebben az évben kezdték el építeni a ma is látható fényűző Palazzo Farnese épületét. A Farnese-család hatalma a Medici pápa alatt még jobban megnövekedett, ennek köszönhetően Alessandro fia, Pier Luigi 1519-ben feleségül vette Gerolama Orsinit, és vele együtt megszerezhette Pitigliano grófságát is.
1521-ben Leó halála után a konklávén már komoly esélyesként foglalhatott helyet Alessandro, de a Medicik támogatása nem volt elegendő, így egy külföldi egyházfő, VI. Adorján foglalhatta el a trónt. Néhány hónapos uralkodása után Alessandro lemondott jelöltségéről Giulio de Medici javára, aki mellett ügyesen szónokolt, így 1523-ban VII. Kelemen néven újra egy Medici pápa foglalhatta el a trónt. Kelemen igyekezett kárpótolni Alessandrot a jelöltsége visszavonása miatt, és a Szent Kollégium éppen megüresedő dékáni pozícióját adományozta Alessandrónak. 1519-ben megkapta Frascati püspökségét, majd 1523-ban Porto és Palestrina püspökévé szentelték fel. 1524-ben Sabina püspöke lett, majd ugyanebben az évben Ostia püspöki székét is elfoglalhatta.
Alessandro úgy döntött, hogy Pier Luigit a Velencei Köztársaság katonai erejében taníttatja ki, azonban az Adria királynője a közeledő háborúban egyre inkább V. Károly német-római császár befolyása alá került. Amikor a császári seregek 1527-ben kifosztották Rómát, Pier Luigi is az uralkodó csapatai között harcolt, és az örök városban a Farnese-palotában rendezkedett be, így azt nem érte semmiféle kár. Kelemen uralmának megszilárdulása után Pier Luigit egyházi átok sújtotta, és csak Alessandro befolyása miatt mérséklődött hónapokkal később a büntetés. Kelemen halálos ágyán egyedül benne látta politikájának hű követőjét, és ezt igyekezett a bíborosok tudtára adni.

## Az első Farnese pontifikátusa

### Gyors konklávé
Amikor Kelemen meghalt, a konklávé 1534-ben meglepően gyorsan választotta meg Alessandro Farnese személyében az új egyházfőt. A bíborosok szinte a titkos szavazás formaságát félredobva nyilvánították ki egységes véleményüket, pedig ez akkoriban az ugyancsak megosztott kollégiumban valóságos csoda volt. A krónikák szerint Alessandro megválasztása alig huszonnégy órába telt. A konklávé itáliai nemesi ellentéteinek ilyen gyors kisimulására persze több magyarázat is adható. Az első és a legfontosabb mindezek közül az, hogy Alessandrón kívül valóban nem igen akadt alkalmasabb ember a magas pozícióra. Akkoriban immár 42. éve volt bíboros, az előző három konklávén komoly befolyásoló szerepet játszott, sőt még pápajelölt is volt. Ráadásul úgy sikerült lavíroznia az egymást követő pápák és egyúttal nemesi családok között, hogy mindvégig sikerült megőriznie jó kapcsolatát az egyházfőkkel. Pedig ha belegondolunk, hogy a Borgiák, Della Roverék, Colonnák, Orsinik és Medicik is szerepeltették magukat az egyház legfontosabb hivatalában, ez nem minősül kis teljesítménynek. Alessandro már Kelemen ideje alatt jobban átlátta a Pápai Állam ügyeit, mint bárki más, erélyes, de erkölcsös természete volt, és ráadásul az elhunyt pápa is őt ajánlotta utódjául. A bíborosok tudták róla, hogy nem fél belevágni azokba a reformokba, amelyekre az egyház nagyon megérett, és amelyeket előtte egyik pápa sem mert felvállalni.
Október 13-án megválasztották egyházfőnek, és november 1-jén már a Szent Péter-bazilika lépcsőin mint III. Pál köszöntötte a római népet, amely nagyon elégedett volt a kollégium választásával. A rómaiak az igazi katasztrófaként megélt német fosztogatás után valódi örömmámorral tekintettek a jövőbe, hiszen újra egy római foglalhatta el a pápai trónust, aki bizonnyal szívén fogja viselni városa sorsát. Pál pedig nem is tétlenkedett, azonnal belefogott tetemes feladatai megoldásába.

### Rögös út a zsinat felé

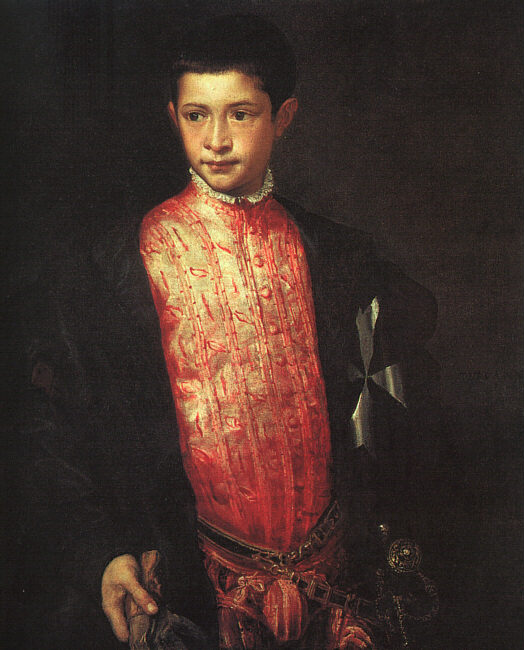
Ranuccio Farnese portréja. A fiút Pál 14 éves korában bíborosi rangra emelte

Pál trónra lépése után szinte azonnal felkereste követei útján a legjelentősebb európai udvarokat. Elsősorban V. Károly német császárhoz, I. Ferenc francia királyhoz és VIII. Henrik angol királyhoz küldött követeket, hogy a zsinat kérdését felvesse nekik. Miközben várt a koronás fők válaszára, elődeihez híven ő is kissé átrendezte a bíborosi kollégium összetételét. A nepotizmus a reneszánsz egyházfőktől egyáltalán nem állt messze, de a reformok új embertípust kívántak, ezért is rettent meg a kollégium és a császár is Pál első bíborosai láttán. A pápa elsőként unokáinak adományozott bíborosi rangot. Így Pier Luigi két fia, Alessandro és Ranuccio is bíborosi kalapot kapott, noha egyikük tizenhat, másikuk tizennégy éves volt csupán. A gyermek kardinálisok okozta felháborodás azonban gyorsan alábbhagyott, amikor Pál előrelátóan elismert, kiemelkedő klerikusokat is a bíborosok közé emelt, ráadásul egytől egyig a reformok elkötelezett hívei voltak. Ezek közé tartozott Reginald Pole, Gasparo Contarini, Sadoleto, Caraffa és Fráter György is.
Hamarosan kiderült, hogy az uralkodók közül Károly mindenkinél elhivatottabban támogatja az egyetemes zsinat összehívását, míg Ferenc egyáltalán nem rajong az ötletért. A francia uralkodó attól tartott, hogy a zsinaton Károlynak sikerül szentesíttetnie egy olyan hadjáratot, amely a katolicizmus ürügyén tulajdonképpen a központi hatalom megerősítéséért folyna. Egy egységes Németország pedig semmiképpen nem szerepelt Franciaország vágyálomképei között. A panaszok ellenére Pál 1536. június 2-ára Mantovába zsinatot hívott össze. De a protestáns hercegek kijelentették, hogy nem hajlandóak elhagyni a német földet, I. Ferenc pedig kerek perec kijelentette, hogy jelenlétére és támogatására ne számítsanak. Mindezt megfejelte Mantova hercege is, aki olyan képtelen feltételeket szabott a pápának, hogy végül Pál visszavonta a zsinatot meghirdető bullát.
A pápa azonban nem adta fel, és a kudarc után azonnal újabb zsinatot hirdetett meg 1538. május 1-jére Vicenzába. Ezt a zsinatot a Károly és Ferenc között kiújult háború taszította a történelem süllyesztőjébe. A hadakozó feleket a pápának sikerült rábírnia, hogy Nizzában találkozzanak, és ott Pál közvetítésével tíz évre szóló fegyverszünetet kössenek. A nizzai tárgyalások eredményeit több házasság is megpecsételte. Egyrészt a pápa egyik unokája Ferenc gyermekéhez ment férjhez, míg Károly Margaret nevű leánya Pier Luigi Farnese fiához, Ottavióhoz ment nőül.

### Pál és az Egyházi Állam
Az annyira áhított egyetemes zsinat összehívásának többszöri meghiúsulása sem tudta letörni Pál elszántságát. A pápa úgy döntött, hogy amíg a zsinat nem hívható össze, nekilát egyedül megoldani az egyház egyes problémáit. Pontifikátusának ezen korszakára hihetetlen teljesítmények voltak jellemzőek, amelyek alapjaiban tették helyére az egyház belső ügyeit. Mire a nemzetközi politikai légkör készen állt a zsinat összehívására, Pál tulajdonképpen tiszta, rendezett viszonyokat teremtett az egyház központi intézményeiben és a pápai államban is. Elsőként a kúria felépítését és a főpapság fegyelmi viszonyait akarta rendbe hozni. Erre a célra 1536-ban felkért kilenc igazán elismert főpapot, akik egyfajta reformbizottságot alkotva alaposan megvizsgálták az egyház szervezetének működését. Pál arra kérte a kilenc klerikust, hogy különös figyelemmel jegyezzék fel az egyházi visszaéléseket, igazságtalanságokat illetve az ellentmondásos eseteket. A bizottság 1537-ben fejezte be a vizsgálódást, és eredményeiket a Concilium de emendenda ecclesia című vaskos irományban jelentették meg. A Concilium élesen bírálta a pápai adminisztráció egyes szintjeinek visszaéléseit, és a hétköznapi misék hibáit. A jelentés nemcsak Rómában jelent meg, hanem eljutott Németország több városába is, többek között Strasbourgban is nyomtatták példányait. A kilencek mérlege komoly segítségnek bizonyult Pál további reformlépéseiben, sőt a későbbi tridenti zsinat egyik alapvető forrásává válik majd. Mindennek ellenére Luther 1538-ban kritikai művet írt a Conciliumra, amelynek fedőlapján a bíborosokat Augeiasz istállójának takarítása közben ábrázolja, akik a herkulesi feladatot finom rókaprémjükkel próbálják végrehajtani. Luther üzenete abban állt, hogy nem igazán hitte el, hogy a felrótt visszaélések ellen az egyház valóban tenni akar.

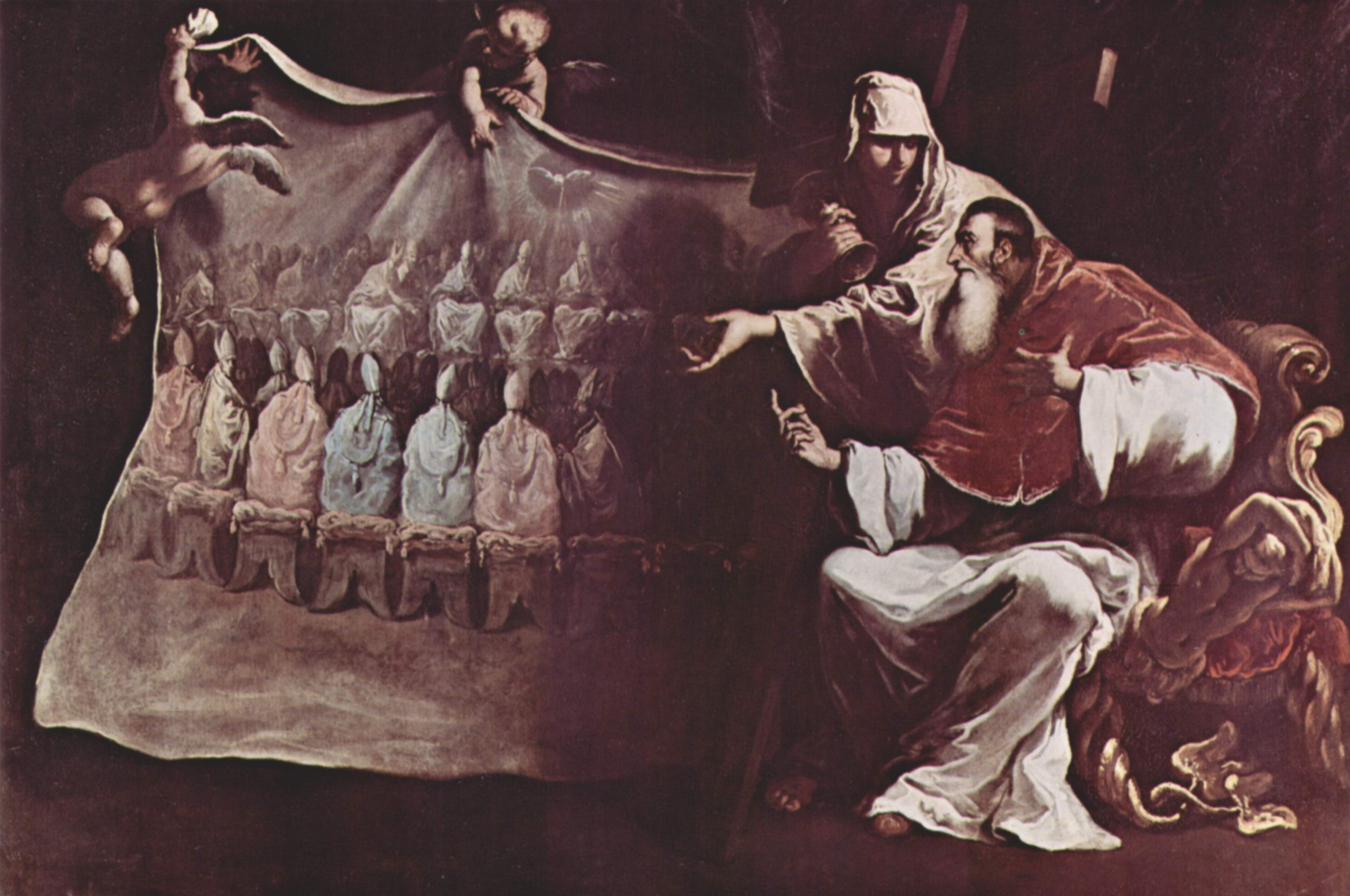
III. Pál és a zsinat álomképe Sebastiano Ricci festményén

Luther Márton kritikájára Pál nem reagált, pontosabban válasz helyett azonnal nekilátott a kúria megreformálásának. Új alapokra helyezte az Apostoli Kamarát, átalakította a Rota Romana ítélőszékét, a Penitentiariát és a Kancelláriát. Ugyanakkor a Concilium valós kritikájaként hatott, hogy míg a központi intézményeket sikerült ezek alapján megújítani, a kiterjedt egyházi erkölcsöt csak a zsinat segítségével lehetett valós talajra ültetni, amely még váratott magára.
A közvetlen római intézmények helyreállítása után Pál figyelme az ugyancsak szétzilált Pápai Állam területeire összpontosított. Háborút nem akart indítani az elvesztett területekért, hiszen a zsinatot nem akarta ezzel is veszélybe sodorni, viszont minden egyes városban helyre akarta állítani a pápai uralmat, és főleg az adószedés pontosságát. A közép-itáliai állam belügyeinek helyreállítása még mindig bizonyos reneszánsz uralkodói vonásokat tartalmazott, hiszen Pál nem fukarkodott a birtokadományozásokkal saját családján belül. 1540-ben majdnem háborúra került sor Urbino hercegével, amikor a pápa unokája, Ottavio Farnese kezébe adta Camerino hercegségét. A tetemes adóterhek, amelyekre Pálnak a protestánsok elleni küzdelmek, Róma újjáépítése és a reformok költségei miatt volt szüksége, majdnem polgárháborút robbantottak ki a Pápai Államban. Perugia városa 1541-ben nyíltan megtagadta az adók megfizetését, így Pier Luigi a pápai sereg élén megostromolta, és legyőzte a várost. Ugyanerre a sorsra jutott Colonna városa is, de ezeken kívül a Pápai Államban lassan helyreállt a rend, amelynek őrzésére Pál új intézményt alapított. A Szent Officium létrehozása tulajdonképpen az inkvizíció itáliai intézményesítése volt. A pápa nem tűrt meg protestánsokat államában, így az általa felállított inkvizíciós széknek eleinte gyakran akadt dolga, de végül a hitéletben is „rendet” teremtett.
A külpolitikát ebben a rövid időszakban a semlegesség politikája jellemezte. Pál úgy vélte, hogy a romokban heverő Egyházi Állam helyreállítása mellett nem akar belefolyni a német-francia háborúkba. A semlegesség bölcs betartása Itáliában békés fejlődést hozott, így mindenképpen megérte. Pedig V. Károly és I. Ferenc is gyakran kérte a pápa segítségét. Persze a semlegességnek más oka is volt, ugyanis Pál titkos terveiben a Pápai Államhoz tartozó Parmát és Piacenzát fiának, Pier Luiginak akarta adni. Ehhez azonban szüksége volt valamelyik hatalom feltétlen támogatására. Ez pedig leginkább a háború kimenetelétől függött.

### A tridenti zsinat
Lásd még: Tridenti zsinat

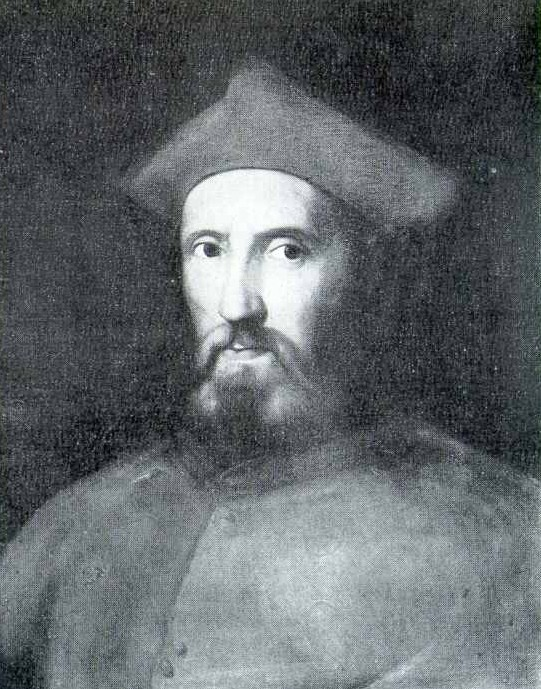
Gasparo Contarini bíboros portréja

A tridenti zsinat meghirdetését megelőző években azonban nem csak Pál fogott egyedül neki egyes egyházi problémák kezelésének. V. Károly ugyan folyamatosan háborúban állt Franciaországgal, mégis igyekezett megoldást találni az egyre nagyobb mértékben jelentkező protestáns–katolikus ellentétre. A császár viszonylag naivan állt a probléma kezeléséhez, és úgy gondolta, hogy az egyházi szakadást fel lehet oldani békés úton, zsinatok és tárgyalások mentén. Ezt a nézőpontot Pál is ismerte, és mindenképpen támogatta, annak ellenére, hogy nem látta eredményre vezető megoldásnak. A császár az 1530-ban megszületett ágostai hitvallás óta tudatában volt a protestáns rendek hatalmával és követeléseivel, ezért 1540-ben birodalmi gyűléseken próbálta tárgyalóasztalnál orvosolni a két szemben álló fél ellentéteit. A Hagenauban majd Wormsban megrendezett gyűlésen több protestáns herceg is jelen volt, Pál pedig Morone bíborost küldte a Vatikán érdekeinek képviseletére. A gyűlés tulajdonképpen eredmény nélkül zárult le, ezért 1541-ben Károly újabb zsinatot hirdetett meg, ezúttal Regensburgban. A konferencián jelen volt Gasparo Contarini bíboros, mint III. Pál nunciusa. A regensburgi konferencia legnagyobb hatású vitája a feloldozás kérdésében bontakozott ki. Maga Contarini nyilatkozta ki a híres mondatot, miszerint „egyedül a hit által nyerhetünk feloldozást”. A nagy port kavart kijelentést Rómában a május 27-én tartott konzisztórium azonnal elvetette, hiszen az az egyház szükségtelenségére világított volna rá. Ugyanakkor Luther kijelentette, hogy ezt a közös doktrínát elfogadná, amennyiben a katolikus egyház nyilvánosan is beismeri, hogy ezidáig helytelen tanokat hirdetett. Természetesen erre Pál nem volt hajlandó.
A regensburgi konferencián ütköztetett vélemények alapján Károly súlyos következtetéseket vonhatott le. Bebizonyosodott számára, hogy a két szembenálló fél meglátásai annyira különböznek egymástól, hogy békés viszonyok között ezt aligha lehet megoldani. Ráadásul a konferencia után a protestáns hercegek az összehívandó egyetemes zsinatot is megtagadták, mondván, nem hajlandók olyan zsinaton részt venni, amelyen a pápa elnököl. A császár mindezek hatására megbizonyosodott arról, hogy a protestánsokat csak a fegyverek erejével lehet meggyőzni a katolikus vallás igazáról. Az ötletet Pál hallgatólagosan elismerte, és a pápai kúria támogatásaként háromezer dukátot, 12 ezer gyalogos és 500 lovas katonát küldött Károly terveinek megsegítésére.
A levegő akkor vált igazán puskaporossá, amikor 1544. szeptember 18-án Crépyben I. Ferenc francia király a Károly által diktált békefeltételeket aláírta. A háborúban alulmaradt Franciaországgal megkötött béke hihetetlenül megerősítette Károlyt, ugyanakkor hihetetlenül meggyengítette a protestáns hercegek által még 1531-ben életre hívott schmalkaldeni szövetség erőit. A nyugat-európai béke helyreálltával Pál azonnal nekilátott, hogy végre nyélbe üthesse a már régóta esedékes egyetemes zsinat összehívását, amelyet Károllyal egyeztetve az 1545. március 15-én kiadott Laetare Hierusalem kezdetű bullával hirdetett meg az év végére Trento városába, amelynek latin neve Tridentum volt. A városa akkoriban a Német-római Birodalomhoz tartozott, de egy független püspök-herceg uralma alatt állt, ezért Itália és Németország között eszményi helyszín volt a zsinatnak. Hosszas tervezgetés után tehát 1545. december 13-án végre megnyílt a tizenkilencedik egyetemes zsinat. Ekkor Károly már az utolsó simításokat végezte az indítandó háború előkészületein, és mivel sejtette, hogy a hercegek mellett sokkal erősebb ellenfél lakozik a protestáns prédikátorokban, ezért intette Pált, hogy a zsinaton ne érintsék a hitelveket, inkább csak a fegyelmi kérdéseket tárgyalják át. Ez a pápa számára teljességgel elfogadhatatlan volt, így a zsinat komoly hitbéli kérdésekkel is foglalkozott, ami kivívta a császár rosszallását.

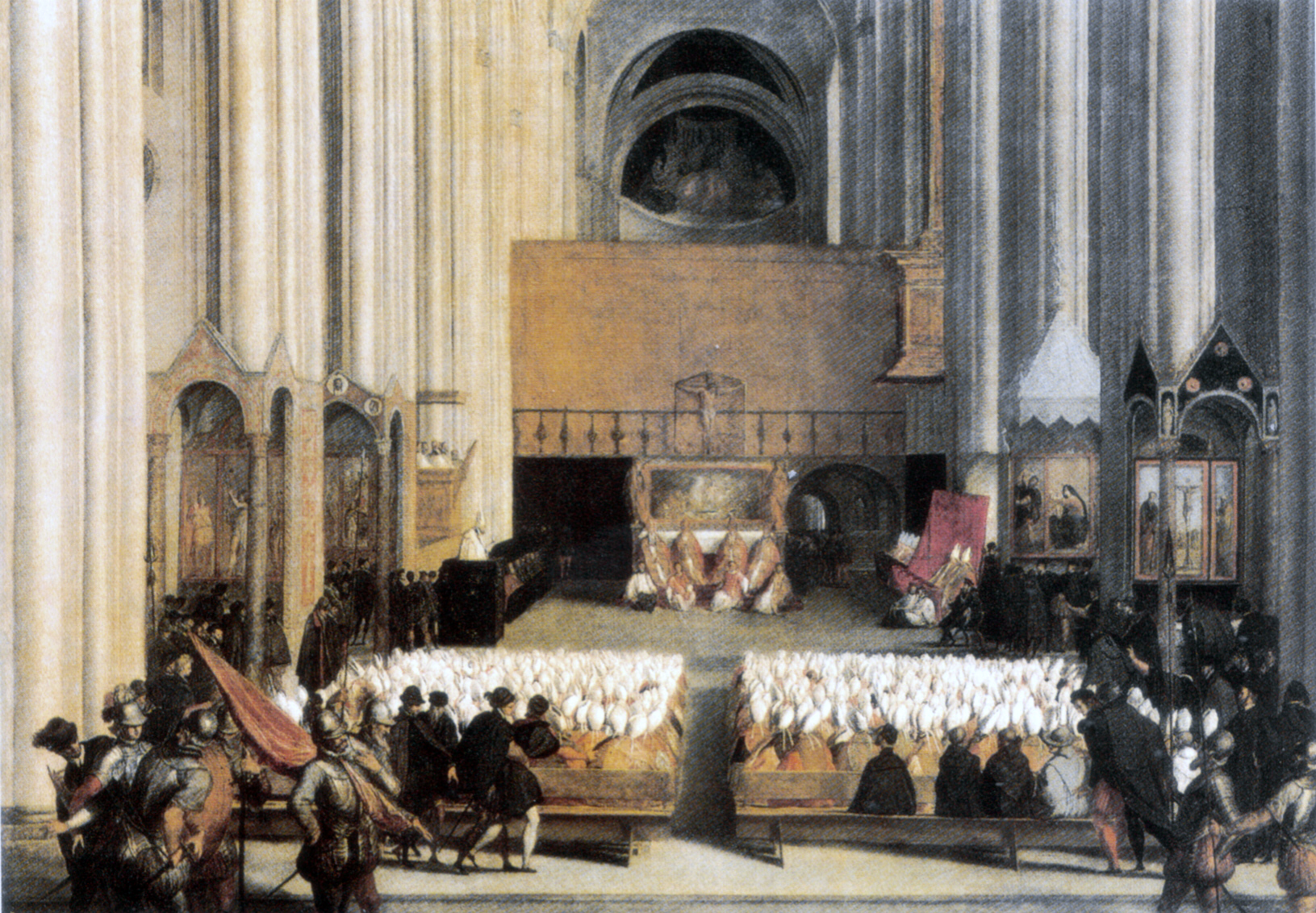
A tridenti zsinat egyik ülése

A zsinat Pál pontifikátusa alatt 1547. április 21-éig tartott, és hét ülést zajlott le addig. A megnyitóval és a különböző méltóságok megérkezésével telt el az első két ülés, és csak a harmadiktól kezdve rögzítettek fontos hitelveket. A harmadik ülésen megvitatták a hit szimbólumait, majd sorrakerült a Szentírás, az eredendő bűn, a feloldozás, a szentségek és a keresztelés témaköre is. A megújuló hitelveket leginkább a zsinati atyák dolgozták ki, Pál tulajdonképpen csak koordináló szerepet töltött be Trentóban. 1546 végén a városban súlyos pestisjárvány ütötte fel a fejét, amelynek hatására a zsinat úgy döntött, hogy üléseit Bolognában folytatja. Az egyértelműen itáliai helyszínnel nem értett egyet a német klérus nagy része, és maga Károly sem. Mindezek ellenére a zsinat mégis átköltözött, kivéve tizenöt német klerikust, akik ragaszkodtak a semleges környezethez. Károly követelte Páltól, hogy a zsinat helyszíne kerüljön vissza német földre. Az egyre jobban elmérgesedő vitában Pál úgy döntött, hogy nem kockáztat egy újabb egyházszakadást, ezért 1547-ben bezárta a zsinatot, és elnapolta annak üléseit.

### A schmalkaldeni háborúk

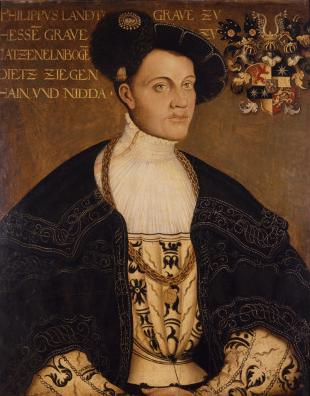
I. Fülöp, hesseni tartománygróf portréja

A kúria reagálása a Contarini bíboros által Regensburgban felvetett hitbéli tételre, majd Luther megnyilatkozásai megmutatták, hogy békés eszközökkel nem lehet egyezségre juttatni a két szembenálló felet. Károly a Franciaország elleni győztes háború után nyíltan a schmalkaldeni szövetség protestáns hercegei ellen készülődött. Szövetségesként megnyerte ügyének a katolikus Bajorország és persze a III. Pál támogatását is. A pápa a háborúkban igyekezett mindent kihasználni. A protestánsok elleni küzdelmek eleve Pálnak kedveztek, viszont a háború megindulásának előestéjén újra előtört az egyházfőből a reneszánsz uralkodó. Már régóta tervezgette, hogy a Pápai Állam területéből Pier Luigi nevű gyermekének kiszakítja Parma és Piacenza városait, és hercegséggé teszi. Mindezidáig azonban a politikai környezet nem volt alkalmas egy német-itáliai határállam létrehozására. Miután a pápa tetemes összegekkel és katonával is támogatta Károly hadakozását, tulajdonképpen cserébe megkapta a császár beleegyezését a Pier Luigi vezette hercegségbe, amely 1547-ben alakult meg.
A schmalkaldeni háború nyugaton indult meg, a kölni püspökség területén. A császár itt könnyű csatára számított, hiszen a reformáció eszméi csak 1542-ben érték el Köln városát, és a lakosság itt nem fogadta olyan kitörő lelkesedéssel Luther tételeit. Pál közben kiátkozásokkal próbálta megkönnyíteni a császár dolgát. Így egyházi átok sújtotta a szövetség két legnagyobb alakját, I. Fülöpöt, Hessen tartománygrófját és I. János Frigyest, Szászország választófejedelmét. A kölni sikerek után a császári haderő 1546-ban nyílt háborúba kezdett a szövetség ellen. A kezdeti kudarcokon lassan felülkerekedtek a császári erők, és a mindent eldöntő mühlbergi csatában 1547. április 24-én Károly seregei győzedelmeskedtek.
A megnyert háború azonban nem hozott akkora áttörést, amekkorát Pál várt tőle. A protestánsok ugyan elismerték vereségüket, de mivel a háborúban megerősödött a központi hatalom, a birodalom kisebb tartományurai egyre inkább elfordultak Károlytól. Éppen ezért a császár igyekezett olyan békét kötni, amely a protestánsoknak és a katolikusoknak is megfelelt. Ebből a császári elképzelésből született meg 1548-ban az augsburgi ideiglenes egyezmény, amely a birodalmi vallási ellentéteket kívánta orvosolni. A protestáns és katolikus elemeket elegyítő egyezményt egyik fél sem vette komolyan, így Károly erőfeszítései semmivé foszlottak.

### Pál egy újjáépülő egyház élén
Pál trónra lépésekor pontosan tudta, hogy az egyház igen bizonytalan állapotban van. Ez nemcsak belső értékeiben és hitelességében jelent meg, amit az egyetemes zsinat összehívásával igyekezett orvosolni, hanem a külső jegyekben is. VII. Kelemen nem mondhatni, hogy szerencsés külpolitikával 1527-ben Rómára zúdította V. Károly császár zabolátlan zsoldos seregét. A Sacco di Roma tönkretette a reneszánsz ragyogásában pompázó várost. Több palota porig égett, és a rablóhadjárat nem kímélte a szent helyeket sem. Kelemen is igyekezett helyrehozni az elpusztult várost, de ideje és forrásai is apadozóban voltak. Amikor Pál trónra emelkedett, megváltozott a helyzet. Újra áramlani kezdett az örök városba az adó, és a pápai kincstárból újjáépíttette a szinte lakatlanná vált Rómát. Mind a mai napig nevét dicséri a város szerkezete, az örök város belső részeinek utcái, terei és palotái. A pápa valóban új életet lehelt a szent városba, a romok helyén tágasabb sugárutakat, parkosítottabb belvárost alakított ki. Megerősíttette és kijavíttatta a város védelmi rendszerét.

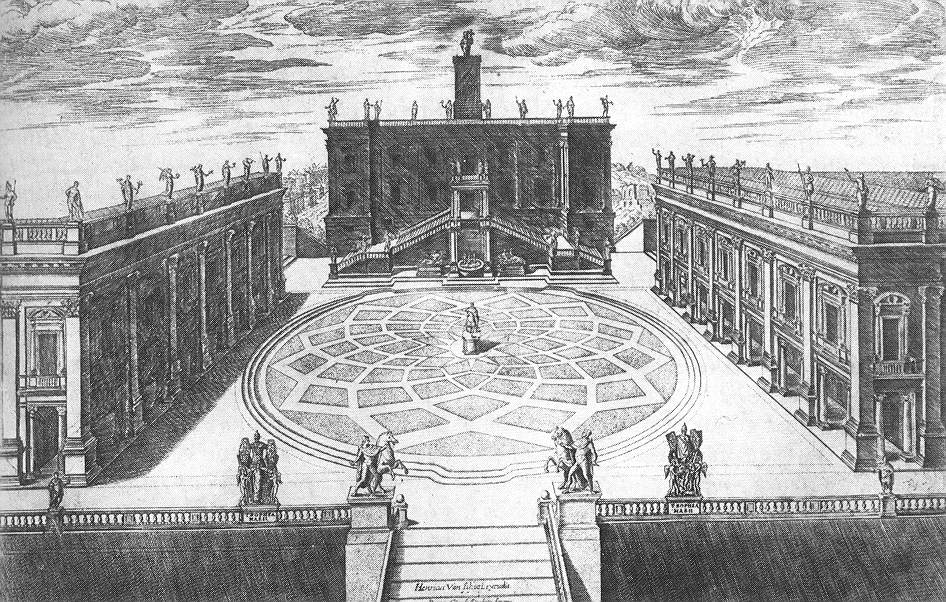
A Piazza del Campidoglio korabeli metszete

Az új városképhez pedig olyan világhírű reneszánsz építészek is hozzájárultak, mint Michelangelo Buonarroti. Pál megbízására a kor kétségtelenül egyik legnagyobb polihisztora 1536-ban kezdte el megépíteni a Piazza del Campidogliót, amely a Capitolium-dombot megkoronázó tér. A teret övező paloták is Michelangelo munkáját dicsérik. A mind a mai napig eredeti elrendezésnek szimbolikus jelentése is van. A lenyűgöző pompájú tér egyúttal kifejezte Pál felsőbbrendűségét is Károly felett. A tér bejárata hátat fordít a Forum Romanumnak és szintén jelképes értelemben a katolikus világ központja, a Szent Péter-bazilika felé fordul. Michelangelo 1546-ban fejezte be a tér kiépítését, öt évvel azután, hogy megfestette a Sixtus-kápolna oltára mögötti freskóját, az Utolsó ítéletet, amelyet még 1534-ben Kelemen rendelt meg tőle. 1546-ban a pápa a mestert tette meg az új Szent Péter-bazilika főépítészének is. Michelangelo tervezte meg a bazilika monumentális kupoláját, amely azonban csak halála után készült el. A bazilikához épített, Pálról elnevezett kápolna, a Cappella Paolina viszont elkészült.
Michelangelo mellett Pál udvarának másik jelentős művésze Tiziano volt. Az európai hírű festő 1542-ben festette meg első portréját a pápai udvarban, de olyan népszerűvé vált, hogy a következő évben a pápa portréját is megfesthette, és ezen kívül még több mesterművet is hagyott a Farnese-család tulajdonában.
Pál volt az első olyan egyházfő, akit már komolyan foglalkoztatott a rohamosan terjedő reformáció megállítása. A zsinat határozatai, az inkvizíció felállítása Itáliában mind ezt a célt szolgálták, de a pápa felismerte, hogy a  szerzetesrendek talán még közvetlenebb hatást tudnak kiváltani a köznépből, mint bármilyen pápai bulla vagy zsinati határozat. Éppen ezért Pál pontifikátusához kapcsolódik több szerzetesrend megalakulása is. Ezek között volt az ellenreformáció legjelentősebb rendje, a Loyolai Szent Ignác által alapított jezsuita rend. Pál 1540-ben hivatalosan is elismerte Ignác társaságát, amely később valóban a pápák legfőbb támaszává vált a reformáció elleni küzdelemben. Emellett az egyházfő elismerő okiratot nyújtott át a kapucinusoknak, a barnabitáknak és az orsolyitáknak is.
Pál pápa széles körű figyelmét és az egyház nagyrészt helyreállított presztízsét mutatta a pápa 1537. május 29-én kiadott Sublimus Dei bullája. Ebben Pál az amerikai őslakosok szolgaságba vetése ellen emelte fel a szavát.

### Végjáték Parmában

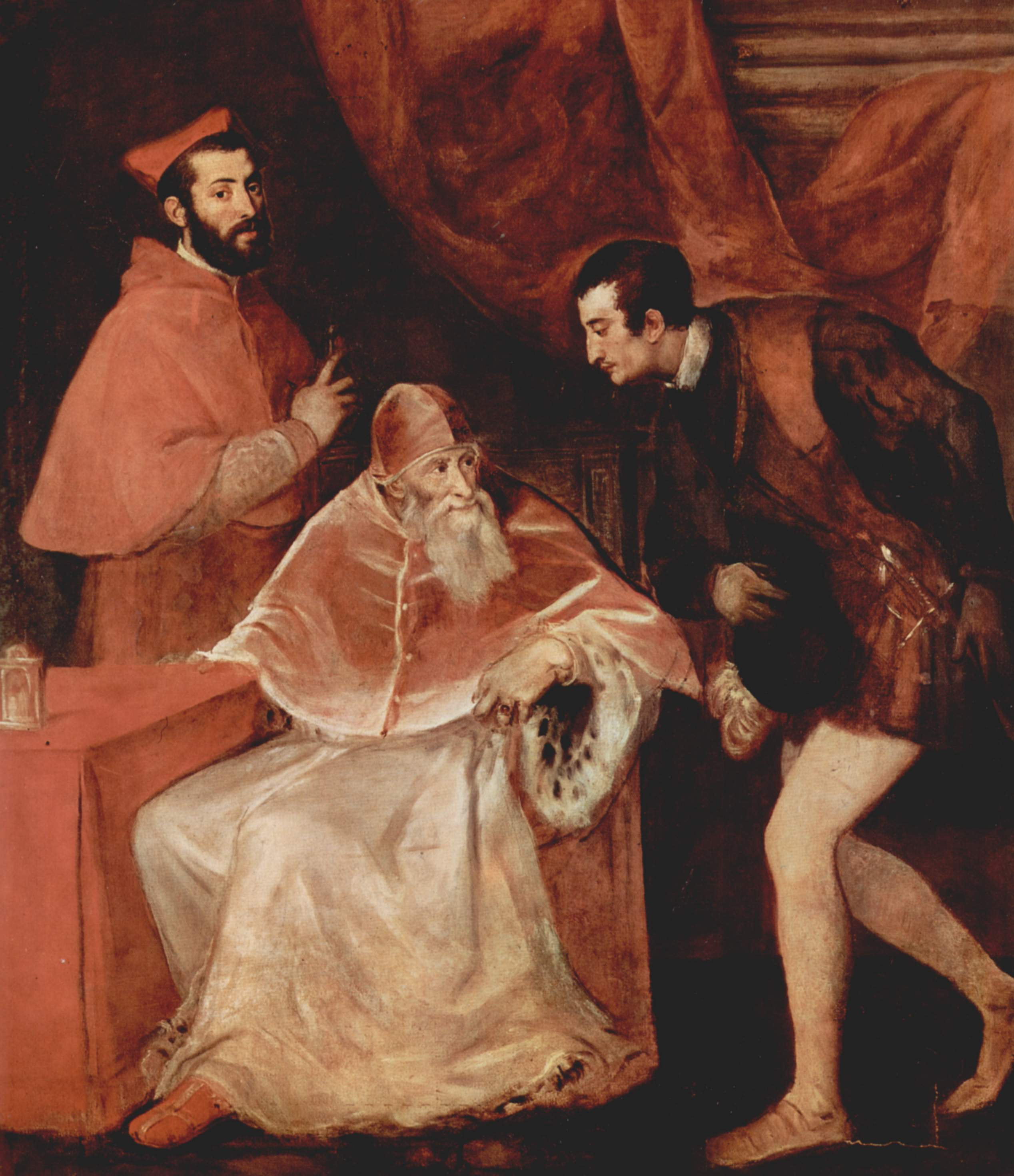
III. Pál egyik Tiziano Vecellio által festett portréja, amelyen két unokaöccsével, Alessandro Farnese bíborossal (balról) és Ottavio Farnese herceggel (jobbról) látható

Pál éveken keresztül igyekezett idősebbik fiának, Pier Luiginak a kezére játszani Parma és Piacenza területeit, amelyeket a Pápai Államból vágna ki az egyházfő gyermeke részére. Amikor Károly a schmalkaldeni háborúkban jelentős pápai támogatást kapott, szemet hunyt Pál törekvései felett, pedig egyáltalán nem hiányzott egy független hercegség a Szent Birodalom és az Egyházi Állam határvidékén. Pál ráadásul kijátszotta azt is, hogy a császár erőit és figyelmét is leköti a háború. Így aztán a pápa 1547-ben valóra váltotta terveit, és a korábban unokája kezére játszott hercegségeket, Camerinót és Nepit beolvasztotta a Pápai Államba, míg a sokkal értékesebb Piacenza és Parma területeit fia hercegi koronája alá engedte.
Az igazi probléma abban állt, hogy Pál megfeledkezett egy fontos politikai tényezőről, méghozzá Milánóról. A város hercege, Ferrante Gonzaga ugyan a császár hűbérese volt, de nagyrészt önálló politikát folytatott, és már évek óta fente a fogát Piacenzára, amely most úgymond szabad prédává vált. Gonzaga megtámadta a fiatal hercegséget, és 1549-ben meggyilkolta Pier Luigit, Piacenzát pedig végérvényesen Milánóhoz csatolta. Pál Károlyt hibáztatta a történtekért, ugyanis úgy vélte, hogy mindez nem történhetett meg a császár tudta nélkül. A családi tragédiáknak azonban még korántsem volt végük. Pál vissza akarta csatolni a megmaradt parmai területeket a Pápai Államhoz, amely időközben átmenetileg Pier Luigi legidősebb fiára és Károly vejére, Ottavióra szállt. A pápa unokája azonban nyíltan megtagadta hercegsége visszaadását, és Károly oldalára állva háborút ígért a pápa ellen.
A krónikák szerint ez már sok volt Pál idegeinek, és a megrázkódtatások komolyan megviselték a nyolcvanegy éves egyházfő egészségi állapotát. Úgy mondták, hogy kedvenc unokája darabokra törte Pál szívét, aki egyre rosszabbul lett, és heves láz gyötörte, majd 1549. november 10-én a Quirinalis-dombon épült palotában meghalt. Pál testét a Szent Péter-bazilikában temették el egy Michelangelo által készített síremlékben. Az elhunyt pápa tizenöt éves uralkodása új erőt adott az egyháznak, reformjai pedig elindították az ellenreformációt, amellyel az egyház fontos új korszaka kezdődött. Az utána a pápai trónt elfoglaló egyházfők, egytől egyig reformpápák voltak, igazi szentek, de mindegyikükből hiányzott az a tűz, ami Pálban lobogott. Erényeinek és uralkodásának elismerése nem is ölthetett volna méltóbb alakot, mint maga a tény, hogy sírhelyét közvetlenül Szent Péter trónusa alatt helyezték el.

## Művei
- Documenta Catholica Omnia (latin nyelven). Cooperatorum Veritatis Societas. (Hozzáférés: 2011. december 6.)

### Magyarul
- III. Pál pápa és Farnese Sándor bíbornok Magyarországra vonatkozó diplomácziai levelezései, 1535–1549; szerk. Óváry Lipót; Akadémia, Budapest, 1879 (Magyar történelmi emlékek 1. oszt. Okmánytárak)
- III. Pál pápa atyai intelmei V. Károlyhoz, a német császárhoz, Kálvin János megjegyzéseivel; ford. Czeglédi Sándor; Főisk. Ny., Pápa, 1908 (Kálvin János művei)
- III. Pál pápa atyai tanácsa a császárhoz Kálvin János megjegyzéseivel. 1540; ford. Szűcs József; Magyar Kálvinfordítók, Pápa, 1910 (Kálvin János művei)

## A populáris kultúrában
Alakja a Szulejmán című televíziós sorozatban is megjelenik.